# Cercles étudiants de l'UCLouvain
 (février 2022).
 (février 2024).
Si vous disposez d'ouvrages ou d'articles de référence ou si vous connaissez des sites web de qualité traitant du thème abordé ici, merci de compléter l'article en donnant les références utiles à sa vérifiabilité et en les liant à la section « Notes et références ».

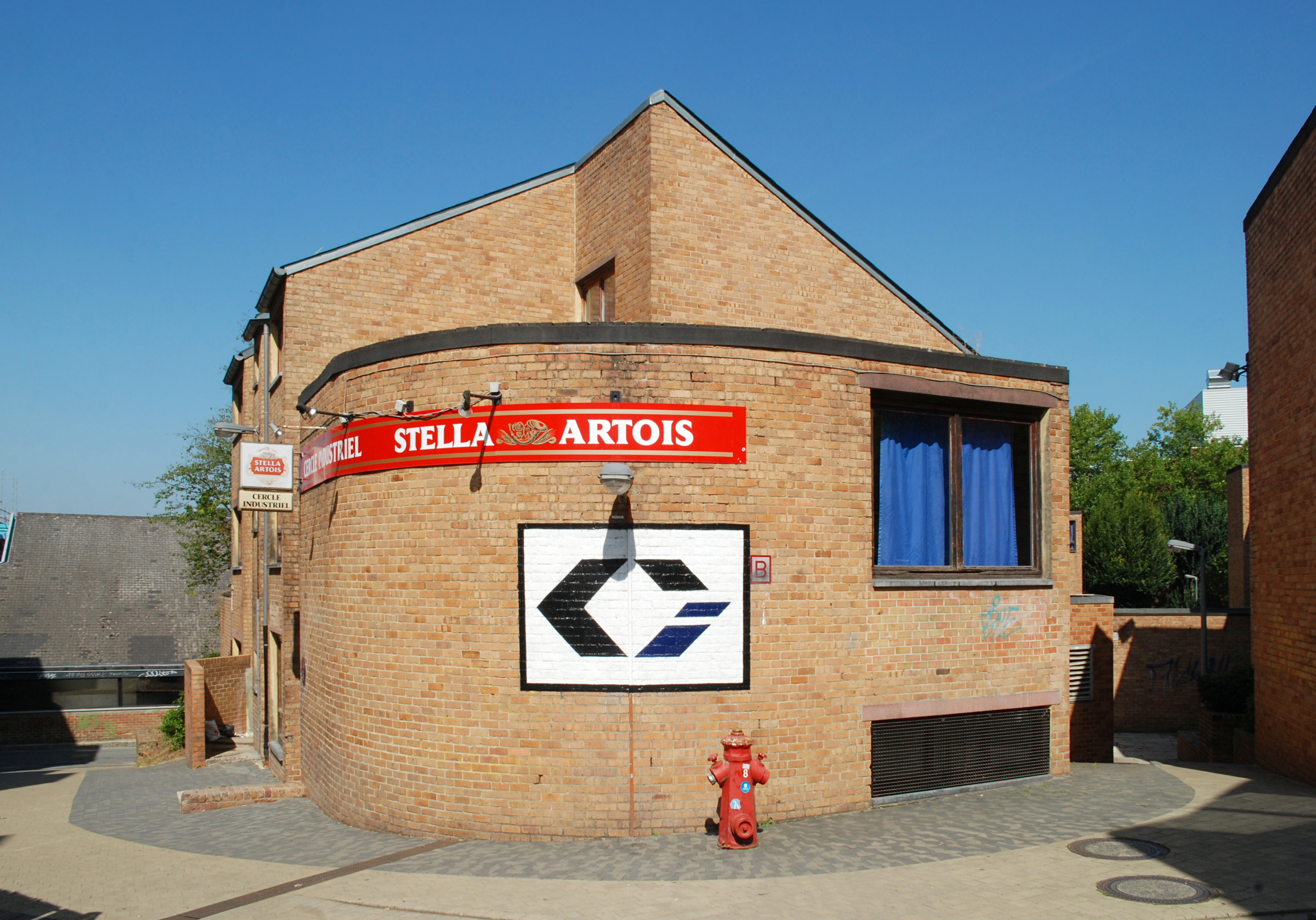
« Cercle Industriel », cercle des étudiants de polytechnique (façade de la ruelle Saint-Éloi, près de la rue des Wallons).

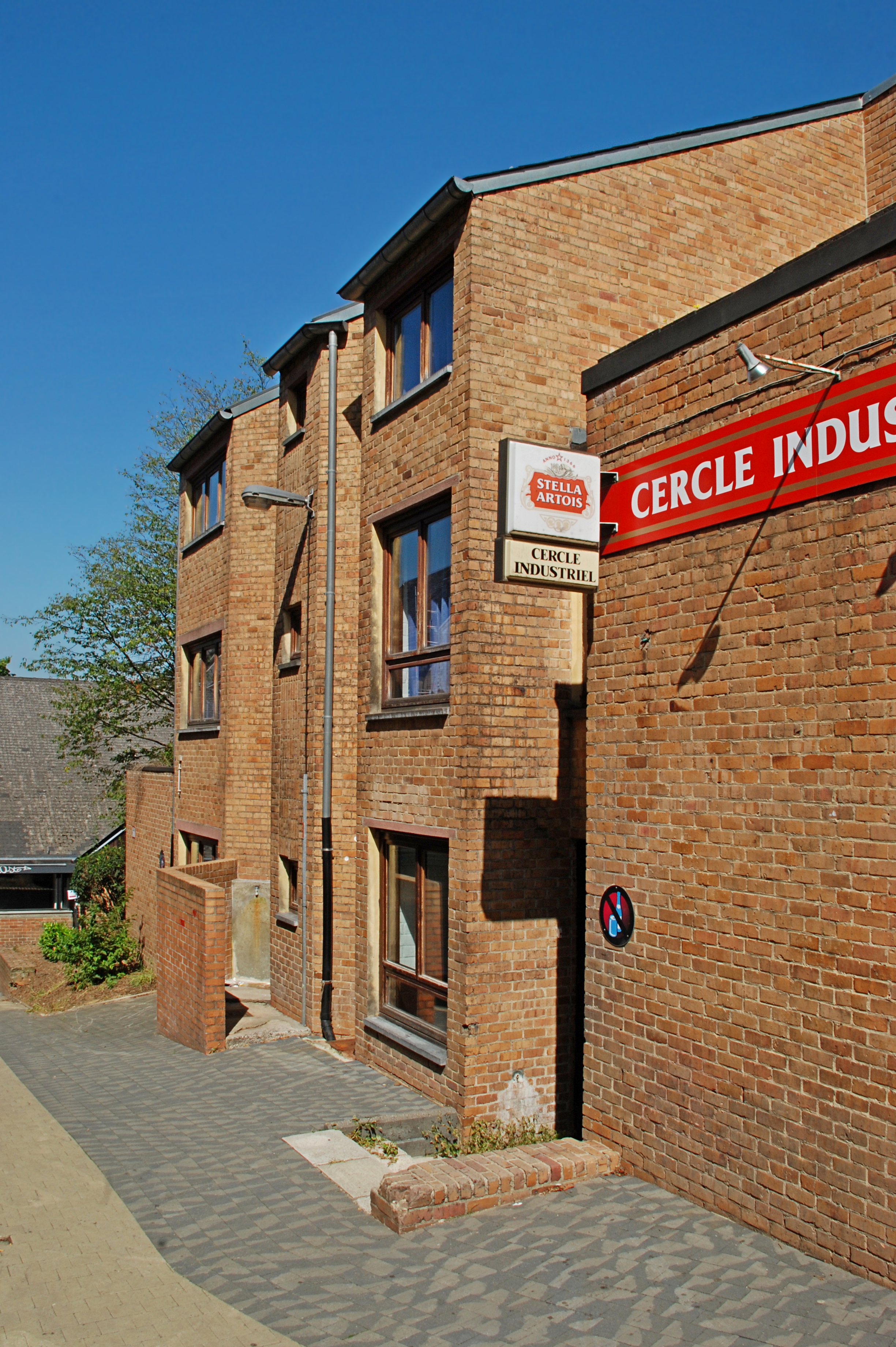
L'entrée du C.I.

Les cercles étudiants de l'UCLouvain sont des associations créées par les étudiants de l'Université catholique de Louvain (UCLouvain). Ces derniers ont pour but de rassembler les étudiants venant des mêmes facultés à travers des activités extra académiques. Leurs activités sont variées. On peut notamment retrouver la tenue de soirées hebdomadaires, l'organisation de conférences, la réalisation de revues...
Depuis 1978, les cercles sont fédérés par le GCL (Groupement des cercles Louvainistes). Le GCL, dont le siège est situé à la rue des Wallons, est constitué d'un comité de 11 personnes, participe à différentes commissions et assure le lien entre les cercles,  l'université, la Ville et la police.

## Les différents cercles

### Le Cercle Industriel (C.I.)
Le Cercle Industriel, plus communément appelé C.I., est le cercle des étudiants de l'École polytechnique de Louvain (anciennement Écoles Spéciales, puis Faculté des sciences appliquées), ingénieurs civils et sciences informatiques. Il a intégré la faculté LOCI (ingénieurs civils architectes). Le Cercle fut créé le 15 décembre 1872 à Louvain, en Belgique. Il avait comme première vocation de faciliter le contact entre les étudiants ingénieurs et les entreprises, d'où l'appellation industriel. C'est dans cet esprit que le premier président était un membre du corps professoral de la faculté et a présidé pendant plusieurs années le cercle. Par la suite, les activités du cercle s'orientèrent davantage vers l'aspect festif de la vie estudiantine, et un bar fut ouvert.
En 1873, le cercle comptait 17 membres. En 1957, les statuts sont publiés pour bénéficier de la personnalité juridique d'ASBL. Ces statuts sont révisés en 1973 à l'occasion du déménagement à Louvain-la-Neuve. En 2006, l'association compte 924 membres adhérents.
Lors de la scission de l'Université catholique de Louvain, à la suite de l'affaire de Louvain et de la création du site de Louvain-la-Neuve, la Faculté des sciences appliquées et la Faculté des sciences sont les deux premières à occuper le nouveau site. Aujourd'hui, le Cercle industriel ne dispose que de la surface bar la plus exigüe de tous les cercles louvanistes.
L'Ordre Académique de Sainte Barbe est un ordre étudiant qui est essentiellement rattaché au C.I., de par le fait que c'est un ordre d'ingénieurs civils. C'est notamment cet ordre qui a (re)développé depuis sa création en 1987 une grande partie du folklore étudiant à Louvain-la-Neuve en réintroduisant le passage de Calotte, les carnets de baptême, le Bitu Magnifique...

### La Maison des Sciences - MDS

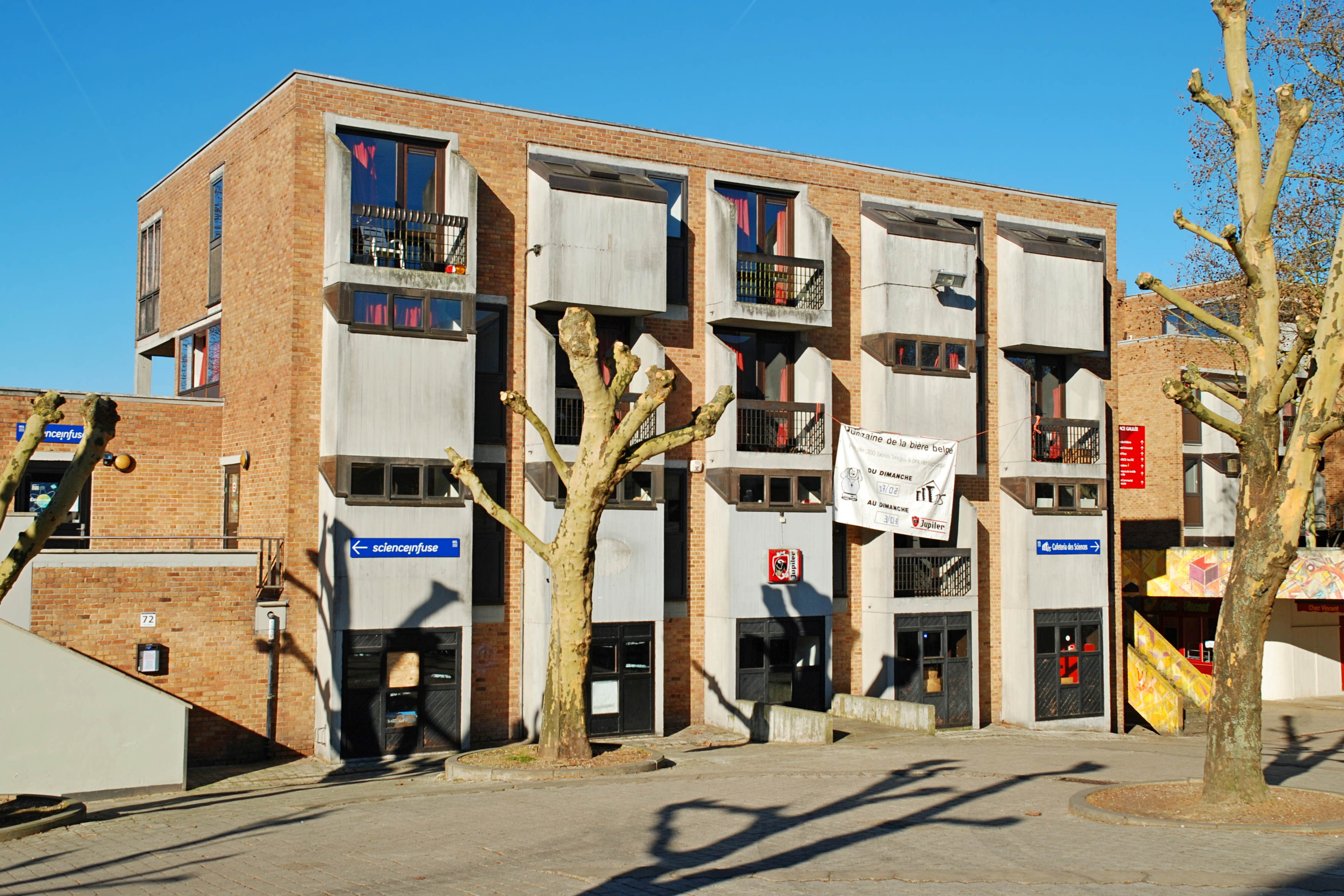
L'ancien « Maphys », aujourd'hui « Scienceinfuse » et cafétéria des sciences
(Place Galilée).

La MDS, ou Maison des Sciences, est le cercle des étudiants de la Faculté des Sciences de l'UCLouvain.
Avant le transfert de l'UCLouvain vers les terres wallonnes, la Maison des Sciences rassemblait les étudiants de la Faculté des Sciences (Biologie, Chimie, Maths, Physique, Géologie et Géographie), dans un même bâtiment, d'abord Rue Jean Stas (Jan Stasstraat), ensuite Rue des Moutons (Schapenstraat) et plus tard à la rue des Flamands (Vlamingenstraat). Pour l'arrivée échelonnée de la Faculté des Sciences sur le site de Louvain-la-Neuve, la construction d'une Maison des Sciences sur la place Galilée faisait partie du planning d'une première phase de maisons communautaires de services (C.I., Maison des Sciences, CSE, CIEE, CRU et Maison Galilée).
En octobre 1972, pour la première rentrée à LLN, seuls des étudiants de licence en maths-physique effectueraient leur déménagement (en compagnie des étudiants ingénieurs de 2e cycle, années techniques). Les étudiants de Maths-Physique décidèrent la sécession et revendiquèrent la présumée Maison des Sciences pour leur propre usage et en la rebaptisant Maphys. Cette occupation n'était accordée que pour un an, jusqu'à l'arrivée des étudiants en Chimie prévue en 1973. Les chimistes de 1973 ne furent pas intéressés par la cohabitation avec les premiers occupants, ce qui provoqua l'éclatement de la MDS en différents cercles par disciplines. Ces cercles remontèrent un à un le cours de la Dyle pour venir se fixer dans les campagnes ottintoises.
Petit à petit, Louvain-la-Neuve s'est construite et les cercles de la Faculté des Sciences se sont installés dans leurs nouveaux locaux pour y créer une nouvelle histoire, s'y construire un nouveau passé. Avec eux, quelques dizaines de professeurs et quelques milliers d'étudiants perdus, déracinés. La Faculté des Sciences ainsi que la Faculté des Sciences Appliquées furent les premières à s'installer dans ce monde de briques rouges et de béton gris. Il ne fallut pas attendre très longtemps pour assister à la création des deux premiers cercles Neo-Louvanistes : le Maphys (Maths - Physique) et le C.I. (FSA). Vinrent ensuite le BIO, le ChiGé2 (dites chigé-carré, pour Chimie + Géographie + Géologie) et le cercle Vété.
Par la suite, les cercles se rapprochèrent, physiquement d'abord (tous les cercles concentrés autour de la place Galilée), puis culturellement. Le cercle Vété disparut, puis les cercles de sciences naturelles fusionnèrent en une ébauche éphémère de ce qui sera la future MDS : la Nash (pour Natural Sciences House). Née de l'union du Chigé2 et du Bio en 1997, la Nash eut une durée de vie à peine de 2 ans, mais s'illustra au cours de cette brève période par ses soirées du jeudi et sa cérémonie de Remise des Prions d'Or de la Nash'Folle.
Le Maphys, aussi peu enthousiasmé à l'époque que la Nash à l'idée d'une fusion, fut préservé de la vague fusionnelle jusqu'à ce qu'il soit forcé de rejoindre la Nash dans ce projet utopique en ce temps, mais réussi aujourd'hui d'un cercle regroupant tous les étudiants de la Faculté des Sciences. Vu son ancienneté sur le site, le Maphys avait un folklore et des activités propres et renommées, comme la Quinzaine de la bière belge ou encore l'organisation du Bal des Bleus avec l'aide du CI.
En 1999 le Maphys et la Nash ratifient le projet d'union. Formée du meilleur des deux cercles, la MDS est née en septembre 2000. Un des grands cercles de Louvain revoyait le jour. Conscients que tout était à construire, mais forts de leur expérience passée, une trentaine d'étudiants issus des deux cercles ont repris le flambeau pour conduire la Maison Des Sciences vers les idéaux qu'avaient les fondateurs du Bio, du Chigé2, du Vété et du Maphys.

### Le Cercle des Étudiants en Sciences Économiques, Sociales, Politiques et de Communication - CESEC
L'histoire du CESEC remonte probablement au siècle dernier. Nous disposons de peu d'informations concernant le CESEC lorsqu'il était installé dans la ville de Louvain. Le CESEC se situait alors au numéro 2 de la Dekenstraat (rue des Doyens), c'est-à-dire juste en dessous de l'Institut des sciences économiques appliquées (ISEA). Le nom du CESEC vient de cette époque où il ne rassemblait que les étudiants de l'ISEA puisqu'il signifiait Cercle des Étudiants en Sciences Économiques et Commerciales. C'est en 1972 que le CESEC disparaît à la suite d'un incendie et du transfert de la section francophone de l'UCL vers Louvain-la-Neuve. Le dernier président du CESEC à Louvain n'est autre que Charles Picqué, le Ministre-Président de la Région bruxelloise (2007).
Le CESEC existe à Louvain-la-Neuve depuis 1977, date à laquelle il a été recréé par Christian Louis (premier président du CESEC à Louvain-la-Neuve), Marc Loosfelt, Michel Mahaux, Alain Trussart, Benoît Van Grieken et Solange Pijppe. Aujourd'hui, le CESEC est le cercle des étudiants de la Faculté des sciences économiques, sociales et politiques de l'UCLouvain. Il vise donc un nombre plus large d'étudiants. Le CESEC se montra particulièrement actif au début des années 1990, notamment avec l'organisation de Miss UCLouvain à Aqualibi. Aujourd'hui[Quand ?], il est bien connu pour sa soirée du mardi festive et pour sa soirée du mercredi plus calme. Le Cesec est aussi ouvert durant les après-midis, moment où bon nombre d'amis se retrouve pour boire un petit verre.

### Le Cercle de Droit - Adèle (AEDL et MDL)
Le Cercle de Droit fut fondé en 1935 à Louvain en tant que Huis van Recht. Lors du splitsing de Leuven (Walen buiten en 1967-1968), la partie francophone se sépare pour déménager à Louvain-la-Neuve, en même temps que la faculté, à la fin des années septante. C'est alors que le nom Cercle de droit apparaît. Le Cercle est composé de deux ASBL.
La première est l'AEDL (Association des Étudiants en Droit de Louvain). Elle regroupe les activités d'animation dépendant directement de la surface bar (bar, sandwiches, soirées, baptêmes, 24h vélo, etc.). Son rôle est plus tourné vers le folklore et le côté récréatif. C'est l'AEDL qui baptise et décerne les calottes du cercle de droit.
La seconde est la MDL (Maison de Droit de Louvain), qui est chargée de l'aspect culturel et intellectuel du Cercle. C'est la MDL qui s'occupe du Service cours (la vente de syllabi), du bègue (le canard de la faculté) ou encore de la revue (spectacle satirique mettant en scène des professeurs). Cette organisation a permis au cours des années de forger un folklore fort et des relations solides avec la faculté qui voit dans le cercle un partenaire sérieux et indispensable à la vie étudiante. La faculté de Droit est composée de plus de 3 000 étudiants. Le Cercle offre un lieu de rencontre aux étudiants de la faculté, mais également un point d'information pour les nouveaux venus.
Anciennement situé place René Magritte, le Cercle de Droit est désormais situé une centaine de mètres plus près de sa faculté, rue Pierre-Joseph Redouté, sous le nom « Chez Adèle ».

### L'Agro - Cercle des étudiants de la Faculté des bioingénieurs

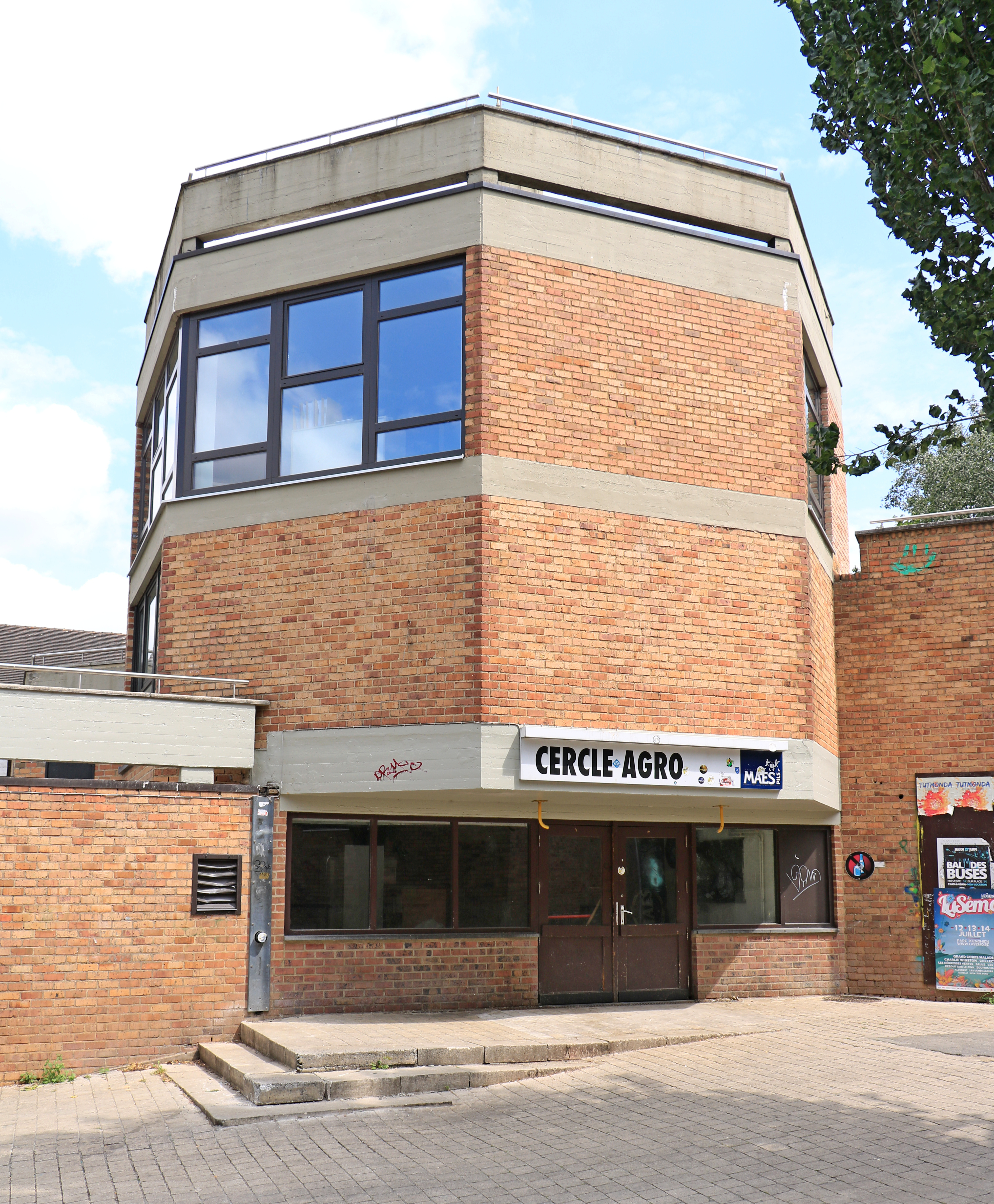
Le Cercle Agro
(façade latérale).

C'est en 1879 qu'il y a pour la première fois dans les annuaires de l'Université catholique de Louvainà Leuven les traces d'un « Cercle agronomique de l'École supérieure d’Agriculture de l'Université ».

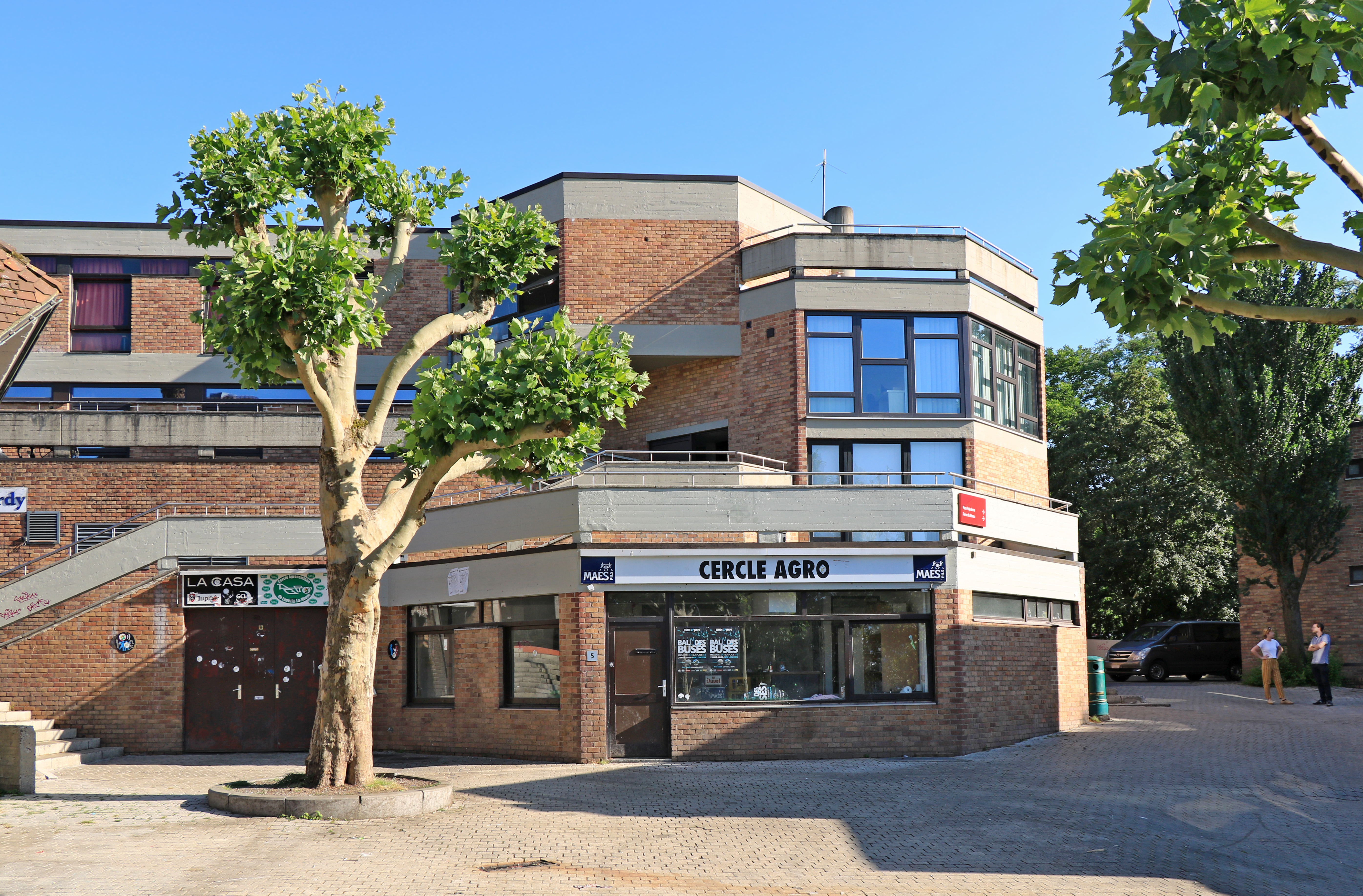
Le Cercle Agro
(façade principale, place Galilée).

En 1881, la commission du Cercle se compose d’un président d'honneur, d'un président, d'un premier vice qui étaient professeurs, d’un second vice, de deux secrétaires, d'un trésorier et d'un bibliothécaire qui étaient étudiants. Les membres étudiants de la commission étaient élus annuellement, tandis que le président d’honneur, le président et le premier vice étaient inamovibles.
À partir du début du XXe siècle, les activités du Cercle sont toujours des réunions scientifiques, mais les professeurs qui le dirigent et qui sont le président et les deux vice-présidents, font maintenant partie d’un comité d’honneur.
Après la Seconde Guerre mondiale, le système des conférences hebdomadaires disparait. En 1949-50, il y eut deux Cercles agronomiques : le Cercle agro tempéré et celui des tropicalistes. C’est à cette époque qu’apparaissent les guindailles que nous connaissons. La première revue, nommée La Forêt endeuillée, fut jouée en 1953.
En 1961, après l'Ordre de Cérès, Philippe Lievens, accompagné de trois autres étudiants en agronomie, fonda le 20 février l'Ordre Académique de la Charrue « destiné à récompenser les membres du Cercle agronomique tant anciens qu’effectifs en vue des services qu’ils auront rendus au sein du Cercle agronomique en particulier, ou à l'Institut agronomique en général ». Cet ordre prend fin en 1972 par manque de nouveaux membres, mais en 1990, Philippe Lievens refonde l'OAC qui existe toujours depuis.

Ancien Cercle Agro (rampe des Ardennais)
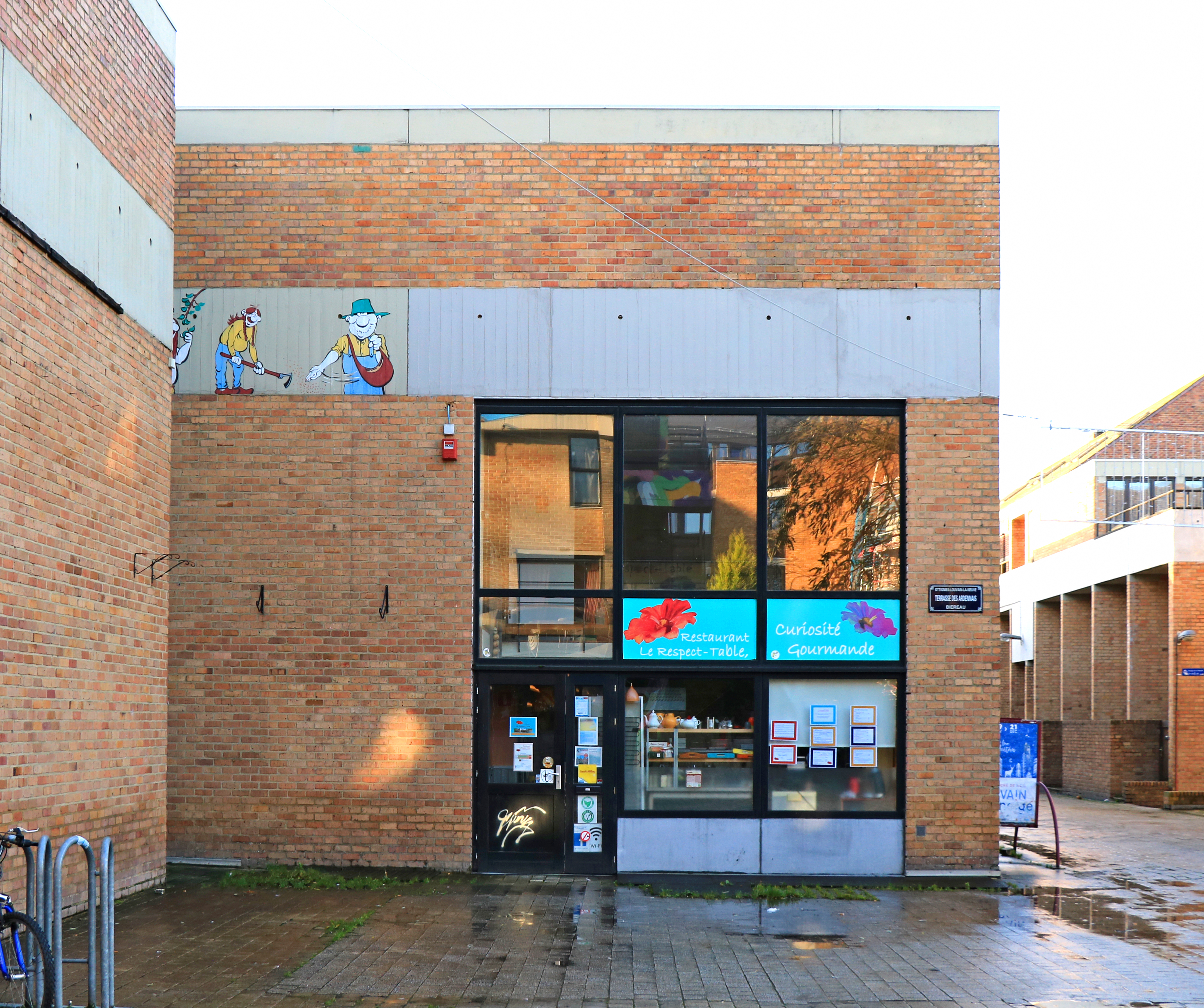
L'ancien Cercle Agro.
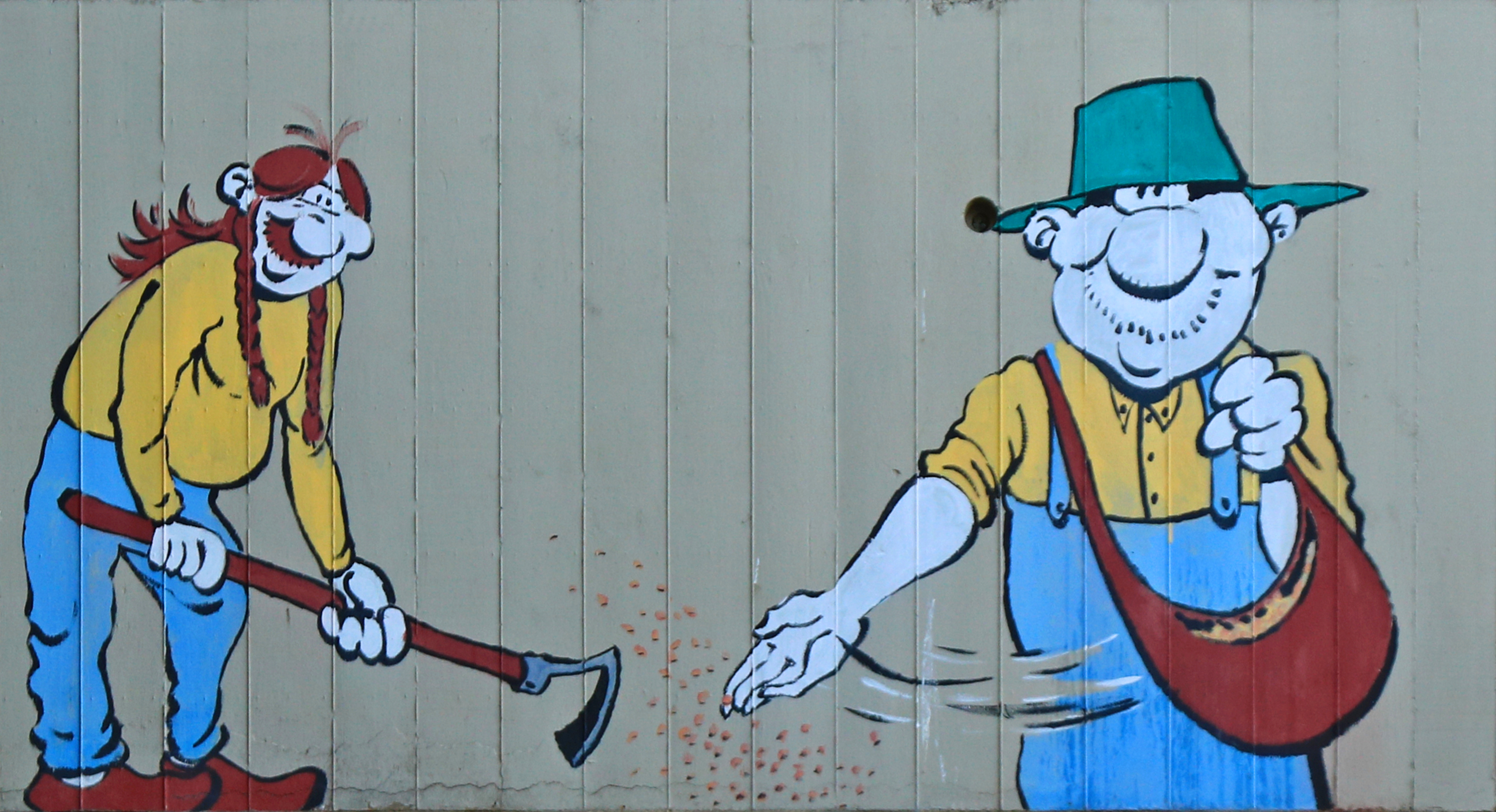
Peinture murale de l'ancien Cercle Agro.

En 2000, le Cercle Agro situé rampe des Ardennais déménage pour la place Galilée où il réside encore actuellement. Il est connu pour être le cercle organisateur du Bal aux lampions qui se tient annuellement au début de l'année scolaire et coorganisateur du bal des Busés avec la Maison des Sciences qui a lieu la dernière semaine de juin. Le Cercle est ouvert tous les mardis pour ses apéros et mercredis soir pour ses soirées dansantes avec Dj durant les semaines de cours. Les jeudis soir, la Taverne Agro ouvre au plus grand plaisir des étudiants qui peuvent venir y déguster une quarantaine de bières spéciales à prix très démocratique. Outre les soirées et guindailles, le Cercle Agro est très proche de la Faculté des bioingénieurs avec qui il collabore pour de nombreux événements. Le Cercle a fêté son 135e anniversaire en 2014 et fête son 140e anniversaire en 2019.

### Le Philo et Lettres

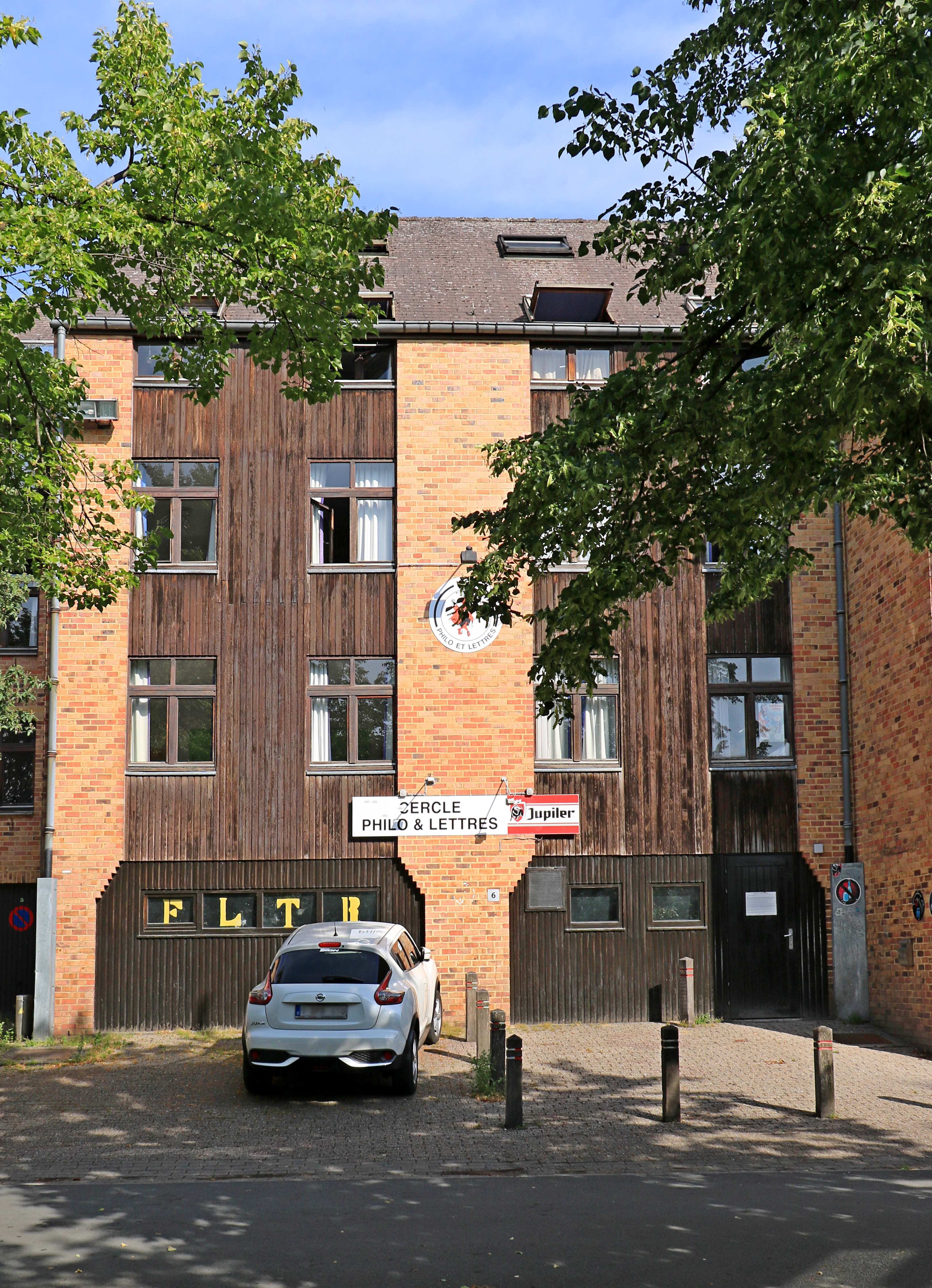
Cercle de Philo et Lettres.

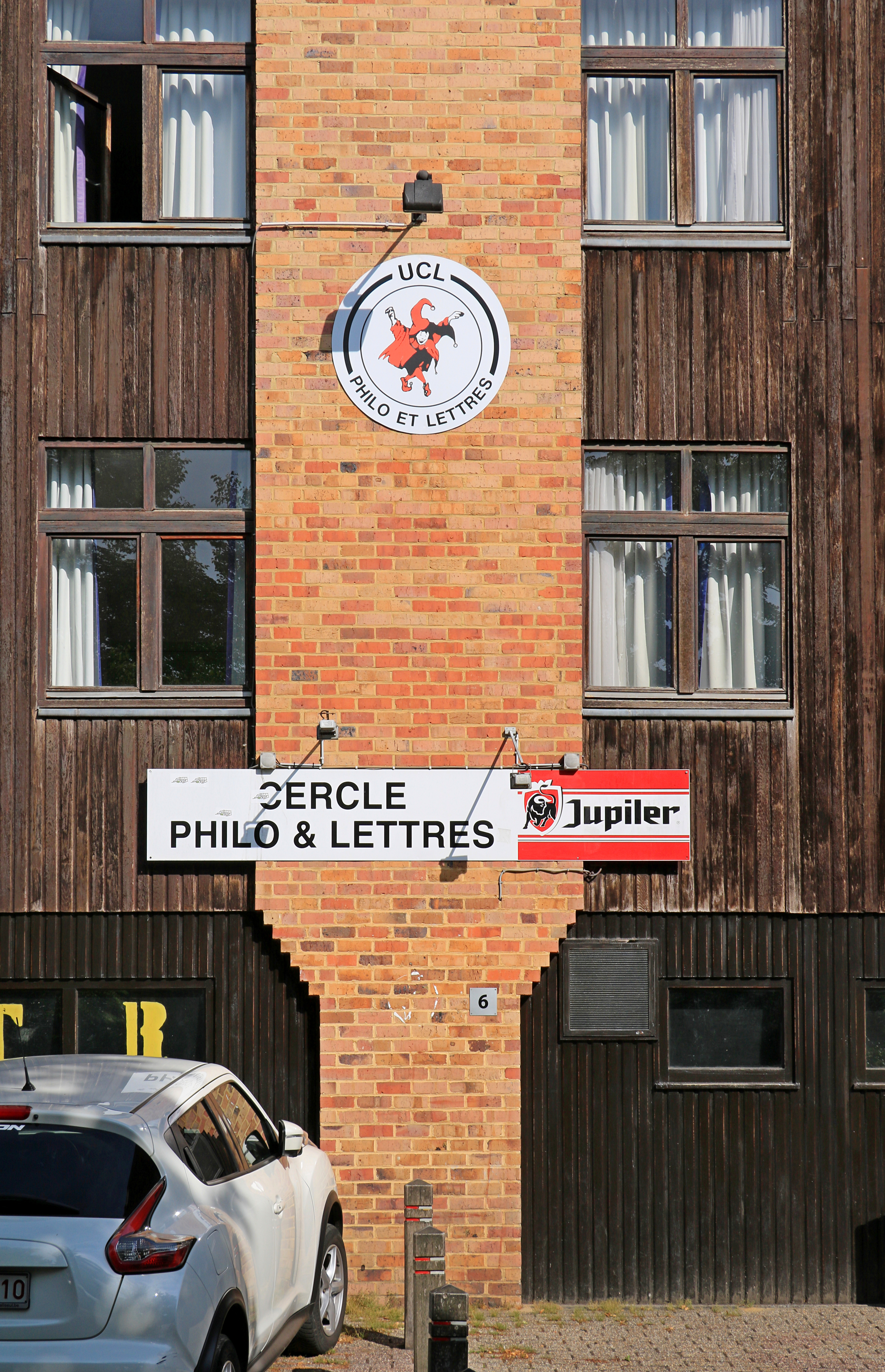
Cercle de Philo et Lettres (détail).

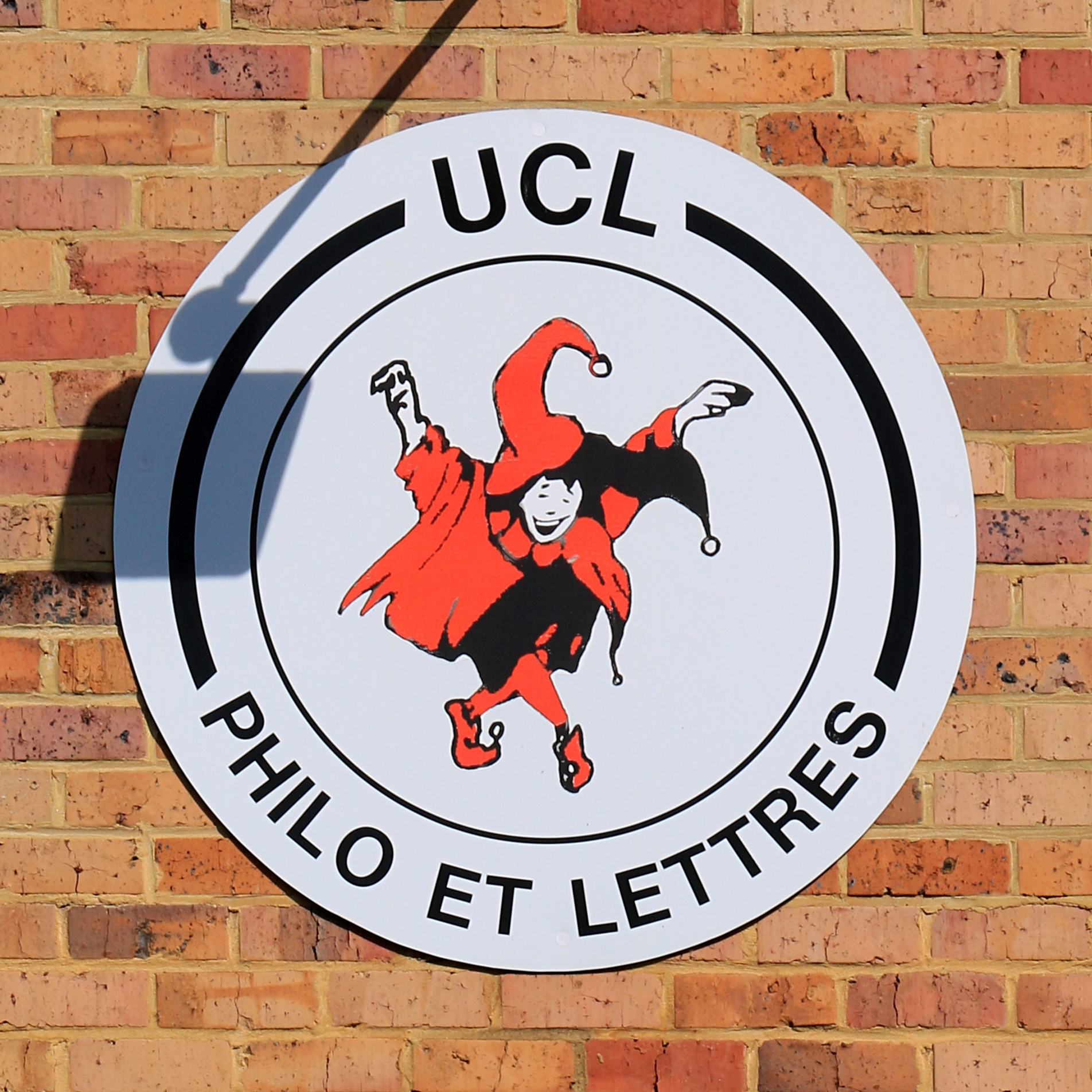
Le logo du cercle de Philo et Lettres.

Ce cercle est celui des étudiants dans la faculté de Philosophie, arts, et lettres de l'UCLouvain. Il est situé au no 6 de la voie Cardijn à Louvain-la-Neuve.

### Cercle de psychologie et des sciences de l'éducation: Cercle Psycho ou PSY

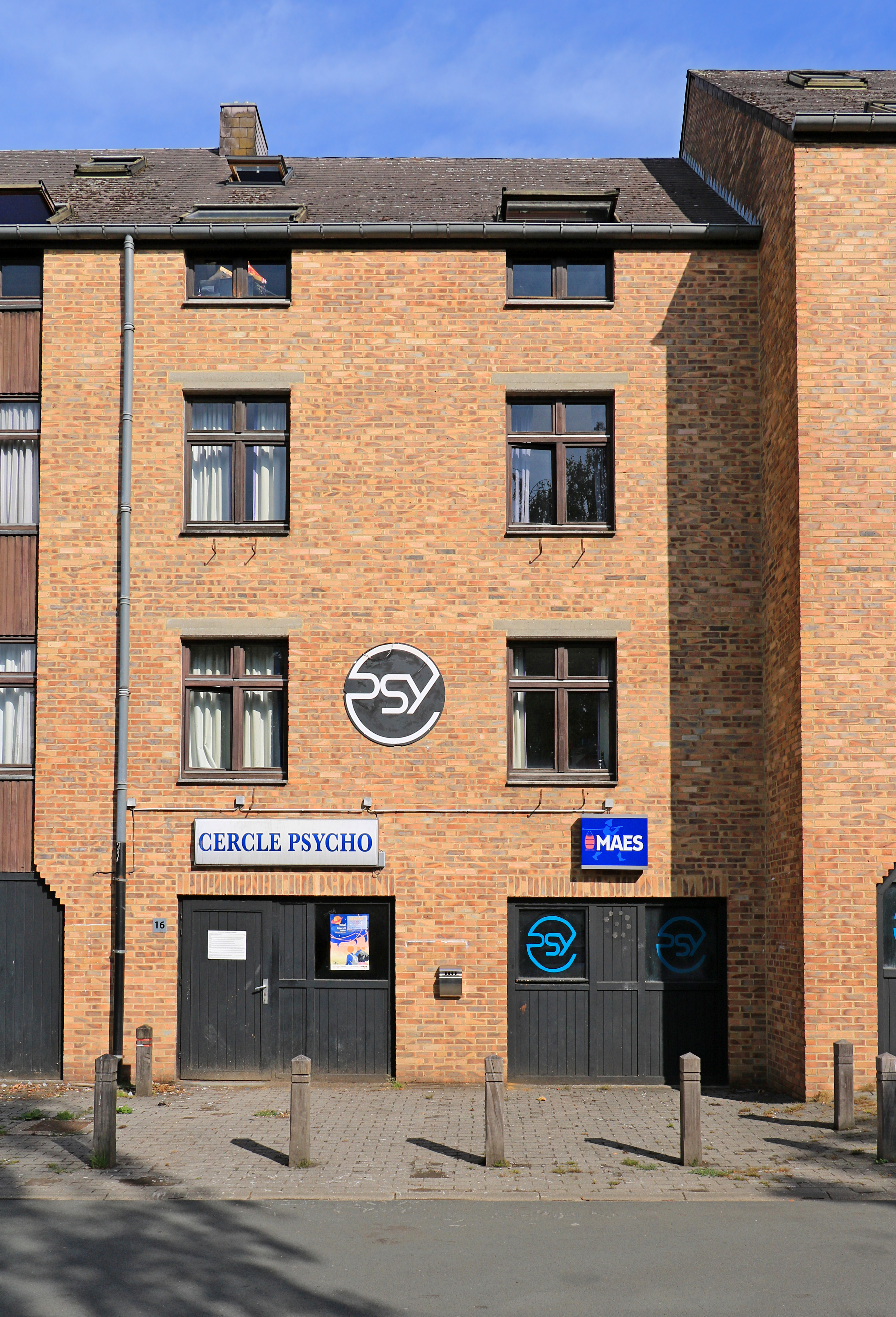
Cercle de psychologie.

En 1946, au sein de l’Institut de Psychologie, se crée le Cercle de Psychologie et de Pédagogie. Celui-ci s'adresse spécialement aux étudiants de l'Institut Supérieur de Psychologie Appliquée et de Pédagogie, et également aux étudiants qui s'intéressent aux problèmes relevant de ces deux disciplines. Le premier président est Georges Thinès et le professeur Raymond Buyse en est le premier directeur. En septembre 1977, installation du Cercle à Louvain-la-Neuve, au 17 rue des Wallons. Il s’agit de la première implantation néo-louvaniste du Cercle.
En 1982, transfert du Cercle au numéro 9 de la place Galilée, suivi, en 1985, d'un renouveau du folklore du Cercle avec la réorganisation des baptêmes estudiantins, avec la participation des poils et plumes d'autres facultés afin de pallier l’absence de baptisés Psycho. Réorganisation, la même année, des premières coronae de « l'ère moderne » avec passage de calotte. Ici aussi, la participation massive des autres Cercles palliera l’absence de calottés Psycho. En 1995, transfert du Cercle Voie Cardijn, 16 entre l'ex-MAF et le FLTR (actuelle implantation). En 2009, le cercle fête ses 60 ans d'existence.
L'année 2008 a vu la création de l’Ordre de la Psycho et le Cerebri Hilares Opifices (CHO) le 24 mars. Cet Ordre est une corporation estudiantine et calotine qui regroupe des étudiants et des anciens étudiants attachés par leur pensée et par leurs actes au Cercle de Psychologie ainsi qu’à la Faculté de Psychologie et des Sciences de l’Éducation de Louvain-la- Neuve. Il s’est fixé comme buts la perpétuation et la défense du folklore du Cercle de Psychologie de Louvain-la-Neuve en général, et de son folklore calotin en particulier ; la promotion de la Psychologie, en tant que science humaine et la promotion et la défense de la Mixité Ordinesque.

### La Maison des Athlètes Francophones: MAF-Sportkot - UESM: Union des étudiants en sciences de la motricité
Cercle des étudiants de la Faculté des Sciences de la Motricité (kinésithérapie et éducation physique). Appelé autrefois Sportkot à Leuven, il vit son équivalent néo-louvaniste prendre le nom de Maison des Athlètes Francophones (rebaptisée ironiquement avec le temps Maison des Athlètes Fatigués).
Fermé depuis 2021, les étudiants de la FSM (Faculté des sciences de la motricité) ont décidé de relancer un cercle afin de réunir les étudiants. Ce nouveau cercle, l'UESM a su s'intégrer dans le monde de la guindaille néo-louvaniste. Il est aujourd'hui reconnu par le GCL.

### Le Cercle des Étudiants en Philosophie - CEP

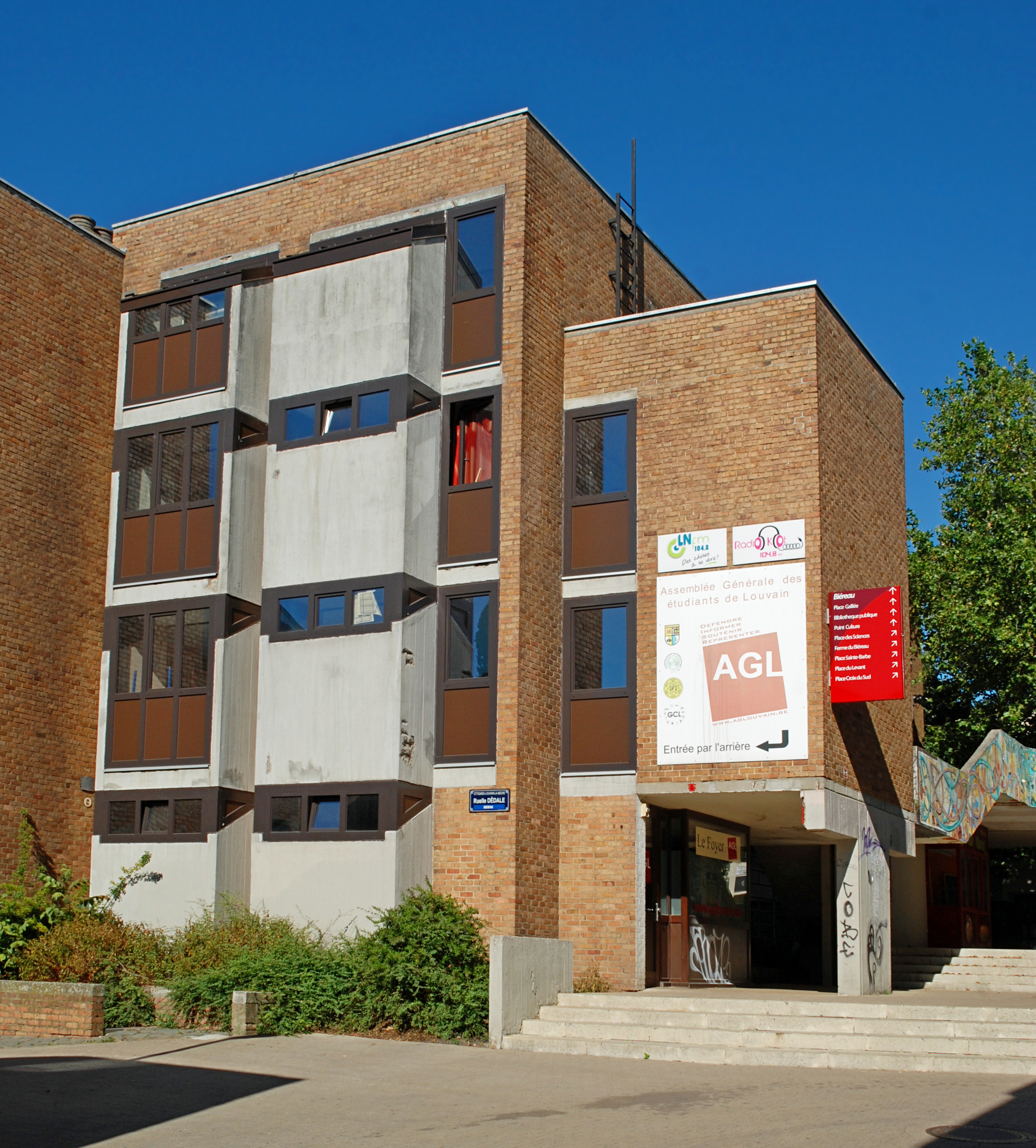
Rue des Wallons - siège de l'AGL.

Le CEP a été fondé en tant qu'ASBL le 24 novembre 1966 à Leuven. Le journal du cercle commence à paraître en 1968 sous le nom La grenouille ou l'être de l'étang. Le cercle souffrira du déménagement vers Leuven, et une nouvelle ASBL sera créée à Louvain-la-Neuve en 1990, le nom changeant de Cercle des Étudiants en Philosophe de Leuven à Cercle des Étudiants en Philosophe de Louvain. Au moment de la création de la nouvelle ASBL, celle-ci est située au 1 chemin d'Aristote. Le cercle déménagera rapidement et aura sa salle dans le bâtiment Socrate. Néanmoins, le cercle se verra obligé de déménager dans les années 2000 à la suite de la transformation de sa salle en auditoire. Il se retrouvera alors temporairement dans une salle près de la Lux, louera la salle d'autres cercles, avant de finalement devenir cogestionnaire de la salle le Post', où sont organisées les soirées depuis 2012. À partir de 2016 cependant, le CEP déménagera à nouveau pour s'établir au "Foyer", salle gérée par l'Assemblée générale des étudiants de Louvain (AGL) située 67, rue des Wallons à côté de la régionale luxembourgeoise (Lux) et face à la Maison des sciences (MDS).
Le Cercle des étudiants en philosophie propose un baptême alternatif centré sur la philosophie. Bien que la Faculté des sciences philosophiques (ISP) ait fusionné avec la Faculté de philosophie et lettres (FLTR) pour former la Faculté de philosophie, arts et lettres (FIAL), il existe toujours deux cercles : le CEP pour les étudiants en philosophie, et le Philo et Lettres (FLTR) pour les autres étudiants de la faculté.

### Le Royal Cercle Médical Saint-Luc (ou Mémé)
La Mémé fut fondée le 18 octobre 1956 rue Notre Dame à Louvain, mais fut cependant redomiciliée au 31 rue Martin V, sur le campus universitaire de Louvain-en-Woluwe en 1971 dans le décours du Walen Buiten.
Il y a souvent eu confusion entre Cercle Médical Saint-Luc et la Mémé. Le cercle existait déjà depuis près d’un siècle (1864 précisément) lors de la création de la Mémé. Il n’est en fait qu’un groupe d’étudiants, élus chaque année, qui ont pour rôle de représenter et animer leurs condisciples. La Mémé, elle, est une ASBL, ayant des statuts bien précis et un conseil d’administration véritablement depuis 1961. C’est en quelque sorte un support juridique au Cercle, qui l’a englobé lors de sa fondation.
La Mémé s'est composée autour de trois secteurs relativement indépendants, bien que faisant partie d'une même entité régie par une seule personne (le président de cercle).

### Le Cercle de Dentisterie - Spix

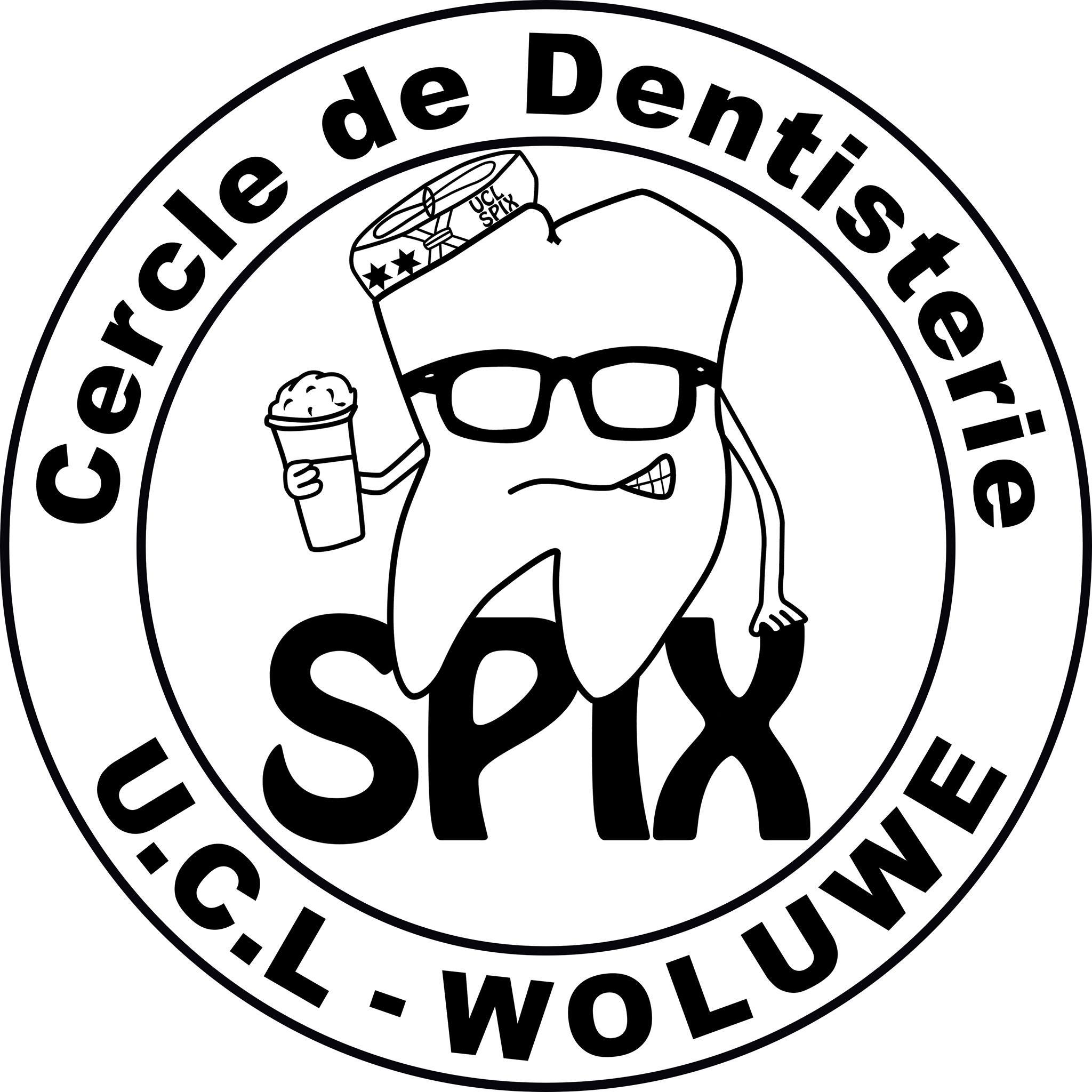
Logo du Cercle de Dentisterie (Spix) de l'UCLouvain

Le Spix fait partie de la faculté de médecine et médecine dentaire de l'UCLouvain, il a été fondé dans les années 1970 pendant l'affaire de Louvain et de la scission de l'Université catholique de Louvain. Comme la Mémé et la Pharma, le Spix se trouve sur la Place Martin V, cœur du folklore estudiantin de Woluwe.
À l'origine, le Cercle de Dentisterie faisait partie intégrante du Royal Cercle Médical Saint-Luc (ou Mémé) et c'est durant le Walen Buiten et le déménagement à Louvain-en-Woluwe que le Spix s'est créé.

### Le Cercle Pharma
Cercle des étudiants en pharmacie, il est situé à Woluwe-Saint-Lambert.

### Le Cercle Historique (HIST)
A Leuven
L'ASBL cercle historique fut créé en 1944 par une équipe d'historiens étudiants de l'université catholique unitaire de Louvain sous l'impulsion de Léopold Genicot, professeur et médiéviste.
Chaque année, une assemblée constituait une nouvelle équipe composée d'un président, un secrétaire et un trésorier. Dans les années 60, un premier bâtiment fut loué Vaartstraat 25 à Leuven : le rez-de-chaussée servait de lieu de réunion et de festivités, les membres de l'équipe kotaient aux étages. Le cercle déménagea en 1975 Standonckstraat 7 et ensuite Hooverplein 10.
À côté du cercle historique existait une association (Clio) qui regroupait les diplômés et organisait annuellement un voyage de plusieurs jours.
A Louvain-la-Neuve
En 1979, le transfert à Louvain-la-Neuve provoqua le regroupement des différents cercles dépendant de la faculté de Philosophie et lettres (germanistes, romanistes, archéologues, classiques et historiens) en un cercle FLTR, rue des Blancs Chevaux à LLN. Le Cercle historique ne disparut pas pour autant immédiatement, puisqu'il continua à baptiser des étudiants jusqu'en 1994. Durant cette période, les membres du cercle se retrouvaient dans la Maison des Historiens, un kot-à-projet qui leur servait en quelque sorte de salle. Mais à partir de 1994, le Cercle historique en tant que tel n'existe plus à la suite d'un renouvellement complet de ses cadres. Un praesidium est toutefois constitué chaque année, car si le cercle a disparu, ce n'est pas le cas de la calotte HIST, qui perdure au fur et à mesure des années. La Maison des Historiens était à ce moment encore très proche de la calotte HIST, et les différences entre les deux étaient floues pour les calottés HIST eux-mêmes.
La Maison des historiens change de nom en 2003, devenant la Maison de l'Histoire. Ce signe d'ouverture peut-être considéré comme un premier pas vers une différenciation complète de la MDH en tant que Kot-à-projet, et de la calotte HIST héritière du Cercle Historique. Cette séparation sera officialisée en 2007, lorsque le praesidium de la calotte HIST décide de reprendre le chant de l'ancien Cercle historique de Leuven comme chant officiel. Les liens sont néanmoins restés très solides entre les deux associations, qui n'hésitent pas à collaborer pour leur bien mutuel.
En 2012, les calottés HIST reprennent collégialement et de façon réfléchie et assumée le nom de Cercle Historique hérité de Leuven, et constituent un comité de cercle ainsi qu'un comité de rédaction, chargé de la relance de L'Historix (journal culturel, folklorique et audacieux du Cercle Historique et du Département Histoire). À partir de ce moment, les activités se multiplient dans un esprit de folklore, de diversité culturelle, d'ouverture et de camaraderie. Désormais, en plus des coronae et bibitives, des projections de nanars à caractère historique sont organisées ainsi que des bars Trap'HIST', des auberges espagnol'HIST, des visites historiques et culturelles de villes.

### Le Cercle de Théologie (THEO)
Le THEO (refondé en 2002, sous les auspices du Cardinal Danneels) a connu une courte période, ces dernières années, où il ne comptait plus qu'un membre actif et calotté sur le site de Louvain-la-Neuve. Avec trois nouveaux calottés en Théologie pour prendre la relève, le THEO va entamer cette année[Quand ?] une série de projets pour animer la vie des étudiants de la Faculté de Théologie, et faire perdurer et connaître son folklore dans le monde estudiantin de l'UCLouvain.

## Cercles et facultés
L'UCLouvain compte quatorze facultés. Pour la plupart d'entre elles, les étudiants sont rassemblés en un seul cercle. Toutefois, les étudiants de certaines facultés se répartissent en plusieurs cercles. De plus, les étudiants de certaines nouvelles facultés n'ont pas de cercle officiel.

## Folklore
Les soirées en cercle à Louvain-la-Neuve se terminent généralement par la chanson Louvain-la-Neuve d'Edouard Priem.